# Germund Dahlquist
Pour les articles homonymes, voir Dahlquist.
Germund Dahlquist (né le 16 janvier 1925 à Uppsala et mort le 8 février 2005 à Stockholm) est un mathématicien suédois, connu principalement pour ses contributions à la théorie de l'analyse numérique appliquée aux équations différentielles.

## Formation et carrière
Dahlquist a commencé à étudier les mathématiques à l'université de Stockholm , en 1942, à l'âge de 17 ans, où il cite le mathématicien danois Harald Bohr (qui vit en exil après l'occupation du Danemark pendant la Seconde Guerre mondiale) comme une influence profonde.
Il a reçu le diplôme de licentiat de l'université de Stockholm, en 1949, avant de prendre une pause de ses études pour travailler au Matematikmaskinnämnden (en), le Conseil suédois de l'équipement informatique, où il travaille (entre autres choses) aux débuts de l'ordinateur BESK (en), le premier en Suède. Pendant ce temps, il travaille également avec Carl-Gustaf Rossby sur les débuts des prévisions météorologiques numériques.
Dahlquist retourne à l'université de Stockholm pour compléter son doctorat, avec une thèse intitulée Stability and Error Bounds in the Numerical Solution of Ordinary Differential Equations, qu'il a défendue en 1958, sous la supervision de Fritz Carlson (en) et Lars Hörmander. Dans le cadre de ce travail, il a introduit la norme logarithmique (en), également introduite par le mathématicien russe Sergei Lozinskii la même année.
En 1959, il part à l'Institut royal de technologie (KTH), où il fonde par la suite ce qui est devenu le Département d'analyse numérique et d'informatique (NADA) en 1962 et qui fait maintenant partie de l'École d'informatique et de communication, et où il devient le premier professeur d'analyse numérique en Suède en 1963. Il a aidé à fonder le Nordic journal of numerical analysis, BIT, en 1961. En 1965, il est élu membre de l'Académie royale des sciences de l'ingénieur de Suède.
Le logiciel COMSOL Multiphysics, pour l'analyse par éléments finis des équations aux dérivées partielles, a été lancé par un couple d'étudiants de Dahlquist en se basant sur des codes développés pour un cours d'études supérieures à l'Institut royal de technologie.

## Prix et distinctions
En 1988, il est lauréat de la Conférence von Neumann de la Society for Industrial and Applied Mathematics (SIAM). En 1999, il reçoit le prix Peter Henrici attribué conjointement par l'École polytechnique fédérale de Zurich et la SIAM.
Il est également titulaire de trois doctorats honoris causa, des universités de Hambourg (1981), Helsinki (1994), et de Linköping (1996).
La Society for Industrial and Applied Mathematics crée en 1995 le Prix SIAM Germund Dahlquist, « décerné à un jeune chercheur (normalement moins de 45 ans) pour des contributions originales à des champs associés à Germund Dahlquist, en particulier les solutions numériques d'équations différentielles et des méthodes numériques pour le calcul scientifique ».

## Publications
- Germund Dahlquist, « Convergence and stability in the numerical integration of ordinary differential equations », Mathematica Scandinavica, vol. 4,‎ 1956, p. 33–53.
- Germund Dahlquist, « A special stability problem for linear multistep methods », BIT, vol. 3,‎ 1963, p. 27–43 (ISSN 0006-3835, DOI 10.1007/BF01963532).
- On accuracy and unconditional stability of linear multistep methods for second order differential equations. In: BIT Numerical Mathematics. Bd. 18, Nr. 2, 1978, S. 133–136, DOI 10.1007/BF01931689.
- avec Åke Björck, Numeriska metoder. Gleerup, Lund 1969  (ISBN 3-486-33851-X).
- avec Åke Björck, Numerical methods in scientific computing. vol 1. Society for Industrial and Applied Mathematics, Philadelphia PA 2008  (ISBN 978-0-89871-644-3).